# Ruszkova
Ruszkova, 1901–19-ben és 1940–44-ben Visóoroszi (románul: Ruscova, ukránul: Ryskoвa, jiddisül ריסקווה) falu Romániában, Máramaros megyében, a történeti Máramarosban.

## Fekvése
Máramarosszigettől negyven kilométerre délkeletre, a Ruszkova folyó Visóba ömlésénél fekszik. A Ruszkova völgye négy-ötszáz méterrel a tengerszint felett terül el, míg a határához tartozó hegyek hat-kilencszáz méteres magasságúak.

## Nevének eredete
Ruszin eredetű nevét patakjáról kapta (magyarul 1353-ban fluvius Orozviz). Először 1373-ban Orozviz, majd 1390-ben Orozfalu, 1411-ben Ruzko, 1442-ben Ruskova, 1479-ben pedig Ruzka alakban írták.

## Története
Ruszin (hucul) jobbágyfalu volt. 1598-ban 21 jobbágyháza közül 12 volt Dolhay Jánosé. 1767-ben 259 jobbágy lakosa a környék román kisnemeseinek szolgált, 123-an pedig a nagybocskói kamarai uradalomnak. 1839-ben 883 lakosát írták össze. 1848-ban görögkatolikus papja, Csopey Dénes nemzetőrtisztként szolgált. Az erdők kitermelése céljából 1916-ban keskeny nyomtávú vasút épült a Ruszkova völgyében. A helyi zsidó közösségnek egykor két zsinagógája is volt, az első világháború után saját rabbival. Ukrán ortodox esperesi központ. A Leordinából való leágazásnál csütörtökönként hetivásárokat tartanak.
1910-ben 2861 lakosából 1655 volt ruszin, 1077 német (jiddis), 75 magyar és 43 szlovák anyanyelvű; 1690 görögkatolikus, 1074 zsidó, 59 római katolikus és 36 evangélikus vallású.
2002-ben 4854 lakosából 4578 volt ukrán, 161 román és 109 cigány nemzetiségű; 4194 ortodox, 550 pünkösdi és 91 adventista vallású.

## Híres emberek
- Itt született 1916-ban Hecht Bernát, Michael Howard brit (walesi) konzervatív politikus édesapja.[2]

## Oktatás
- Szakközépiskola.